# Anthology of American Folk Music
Anthology of American Folk Music è una compilation pubblicata da Folkways Records nel 1952 e contenente brani di musica folk, blues e country incisi tra il 1926 ed il 1933.

## Tracce

### Volume One: Ballads (Green Singing)
1. Henry Lee (1932) – 3:26 – Dick Justice
2. Fatal Flower Garden (1930) – 2:55 – Nelstone's Hawaiians
3. The House Carpenter (1930) – 3:14 – Clarence Ashley
4. Drunkard's Special (1929) – 3:16 – Coley Jones
5. Old Lady and the Devil (1928) – 3:02 – Bill & Belle Reed
6. The Butcher's Boy (1928) – 3:02 – Buell Kazee
7. The Waggoner's Lad (1928) – 3:02 – Buell Kazee
8. King Kong Kitchie Kitchie Ki-Me-O (1928) – 3:08 – Chubby Parker
9. Old Shoes and Leggins (1929) – 2:59 – Uncle Eck Dunford
10. Willie Moore (1927) – 3:13 – Dick Burnett & Leonard Rutherford
11. A Lazy Farmer Boy (1930) – 2:57 – Buster Carter and Preston Young
12. Peg and Awl (1929) – 2:57 – The Carolina Tar Heels
13. Ommie Wise (1929) – 3:09 – G. B. Grayson
14. My Name Is John Johanna (1927) – 3:12 – Kelly Harrell
15. Bandit Cole Younger (1930) – 2:54 – Edward L. Crain
16. Charles Guiteau (1927) – 3:03 – Kelly Harrell
17. John Hardy Was a Desperate Little Man (1930) – 2:55 – The Carter Family
18. Gonna Die with My Hammer in My Hand (1927) – 3:24 – Wiliamson Brothers and Curry
19. Stackalee (1927) – 2:58 – Frank Hutchison
20. White House Blues (1926) – 3:31 – Charlie Poole w/ North Carolina Ramblers
21. Frankie (1928) – 3:25 – Mississippi John Hurt
22. When That Great Ship Went Down (1927) – 2:55 – William and Versey Smith
23. Engine 143 (1927) – 3:16 – The Carter Family
24. Kassie Jones (1928) – 6:13 – Furry Lewis
25. Down on Penny's Farm (1929) – 2:47 – The Bently Boys
26. Mississippi Boweavil Blues (1929) – 3:07 – Charlie Patton
27. Got the Farm Land Blues (1932) – 3:16 – The Carolina Tar Heels

### Volume Two: Social music (Red Singing)
1. Sail Away Lady (1926) – 2:56 – Uncle Bunt Stephens
2. The Wild Wagoner (1928) – 3:14 – Jilson Setters
3. Wake Up Jacob (1929) – 2:52 – Prince Albert Hunt's Texas Ramblers
4. La Danseuse (1929) – 2:54 – Delma Lachney and Blind Uncle Gaspard
5. Georgia Stomp (1929) – 2:44 – Andrew & Jim Baxter
6. Brilliancy Medley (1930) – 2:59 – Eck Robertson and Family
7. Indian War Whoop (1928) – 3:10 – Floyd Ming and his Pep-Steppers
8. Old Country Stomp (1928) – 2:52 – Henry Thomas
9. Old Dog Blue (1928) – 3:01 – Jim Jackson
10. Saut Crapaud (1929) – 2:47 – Columbus Fruge
11. Acadian One Step (1929) – 2:57 – Joseph Falcon
12. Home Sweet Home (1933) – 3:00 – The Breaux Freres (Clifford Breaux, Ophy Breaux, Amedee Breaux)
13. Newport Blues (1929) – 2:55 – Cincinnati Jug Band
14. Moonshiner's Dance Part One (1927) – 2:39 – Frank Cloutier and the Victoria Cafe Orchestra
15. Must Be Born Again (1927) – 1:28 – Rev. J. M. Gates
16. Oh Death Where Is Thy Sting (1927) – 1:26 – Rev. J. M. Gates
17. Rocky Road (1928) – 2:42 – Alabama Sacred Harp Singers
18. Present Joys (1928) – 2:50 – Alabama Sacred Harp Singers
19. This Song of Love (1932) – 2:56 – Middle Georgia Singing Convention No. 1
20. Judgement (1927) – 2:23 – Sister Mary Nelson
21. He Got Better Things for You (1929) – 2:52 – Memphis Sanctified Singers
22. Since I Laid My Burden Down (1929) – 3:16 – Elders McIntorsh and Edwards' Sanctified Singers
23. John the Baptist (1928) – 3:02 – Moses Mason
24. Dry Bones (1929) – 2:58 – Bascom Lamar Lunsford
25. John the Revelator (1930) – 3:18 – Blind Willie Johnson
26. Little Moses (1932) – 3:11 – The Carter Family
27. Shine on Me (1930) – 3:01 – Ernest Phipps and His Holiness Singers
28. Fifty Miles of Elbow Room (1931) – 2:40 – Rev. F.W. McGee
29. I'm in the Battle Field for My Lord (1929) – 3:19 – Rev. D.C. Rice and His Sanctified Congregation

### Volume Three: Songs (Blue Singing)
1. The Coo Coo Bird (1929) – 2:54 – Clarence Ashley
2. East Virginia (1929) – 2:58 – Buell Kazee
3. Minglewood Blues (1928) – 3:05 – Cannon's Jug Stompers
4. I Woke Up One Morning in May (1929) – 3:01 – Didier Hebert
5. James Alley Blues (1927) – 3:05 – Richard Rabbit Brown
6. Sugar Baby (1928) – 2:56 – Dock Boggs
7. I Wish I Was a Mole in the Ground (1928) – 3:19 – Bascom Lamar Lunsford
8. Mountaineer's Courtship (1926) – 2:42 – Ernest Stoneman and Hattie Stoneman
9. The Spanish Merchant's Daughter (1930) – 3:15 – The Stoneman Family
10. Bob Lee Junior Blues (1927) – 3:08 – The Memphis Jug Band
11. Single Girl, Married Girl (1927) – 2:44 – The Carter Family
12. Le vieux soûlard et sa femme (1928) – 3:08 – Cleoma Breaux and Joseph Falcon
13. Rabbit Foot Blues (1927) – 2:55 – Blind Lemon Jefferson
14. Expressman Blues (1930) – 3:01 – Sleepy John Estes and Yank Rachell
15. Poor Boy Blues (1929) – 2:22 – Ramblin' Thomas
16. Feather Bed (1928) – 3:13 – Cannon's Jug Stompers
17. Country Blues (1928) – 2:56 – Dock Boggs
18. 99 Year Blues (1927) – 3:04 – Julius Daniels
19. Prison Cell Blues (1928) – 2:44 – Blind Lemon Jefferson
20. See That My Grave Is Kept Clean (1928) – 2:52 – Blind Lemon Jefferson
21. C'est si triste sans lui (1929) – 2:59 – Cleoma Breaux and Ophy Breaux w/ Joseph Falcon
22. Way Down the Old Plank Road (1926) – 2:58 – Uncle Dave Macon
23. Buddy Won't You Roll Down the Line (1930) – 3:15 – Uncle Dave Macon
24. Spike Driver Blues (1928) – 3:14 – Mississippi John Hurt
25. K.C. Moan (1929) – 2:31 – The Memphis Jug Band
26. Train on the Island (1927) – 2:57 – J.P. Nestor
27. The Lone Star Trail (1930) – 3:12 – Ken Maynard
28. Fishing Blues (1928) – 2:44 – Henry Thomas